# August Blumröder
Johann August Friedrich Blumröder, ab 6. August 1816 von Blumröder (* 3. August 1776 in Gehren; † 14. Juni 1860 in Sondershausen) war ein deutscher Offizier, Schriftsteller und Abgeordneter der Frankfurter Nationalversammlung.

## Leben

### Familie
August Blumröder war der Sohn des Pfarrers von Großbreitenbach Christian August Blumröder (1739–1804) und seiner Ehefrau Sophie Christiane geb. Langbein (1747–1799), Tochter von Johann Christian Langbein, Konrektor am Gymnasium in Arnstadt, und Schwester des Stadtkassierers und Verlegers Christian Langbein.
Der Vater war ein Sohn des Apothekers und Bürgermeisters in Gehren Johann Hartmann Blumröder (1704–1786) und seiner Frau Rosimunde Christine geb. Oppermann. Der Pfarrer Ferdinand Blumröder (* 1793) war Augusts Cousin.
Augusts Schwester Christiane Auguste Caroline (1778–1853) heiratete den Hofkommissär Johann Friedrich Ludloff in Garsitz; der spätere Konsistorialrat Friedrich Carl Ludloff (1808–1878) war ihr Sohn.
August heiratete am 18. Februar 1812 in Sondershausen Albertine Victoria Friederike von Weise (* 27. Dezember 1781; † 13. April 1832), die älteste Tochter des Kammerpräsidenten und Regierungschefs von Schwarzburg-Sondershausen Adolf von Weise. Das Ehepaar hatte fünf Kinder (alle in Sondershausen geboren):
- Adolf August Friedrich Karl (* 10. März 1813; † 1881 in Jena), Regierungsrat in Sondershausen.
- Caroline Albertine Friederike Victoria (* 2. Mai 1815) starb nach jahrelangen Leiden am 4. Dezember 1827.
- Günther Emil Adolf August (* 30. Dezember 1816; † 19. Juni 1866), ledig, war Oberstleutnant, Kommandeur des Schwarzburg-Sondershäuser Kontingents; nahm sich zu Beginn des Deutschen Kriegs 1866 das Leben, weil er nicht als Deutscher gegen Deutsche kämpfen wollte.[4]
- Ludwig Thilo Adolf (* 6. Januar 1819; † 26. Dezember 1894 in Berlin), preußischer Generalleutnant.
- Victor Adolf Günther (* 6. Juli 1820; † 23. Juni 1902 in Coburg), Domänenpächter in Schweighof.

Nach dem Tod der Ehefrau Victoria heiratete ihre jüngere Schwester Sophia Christiane Caroline (* 28. Oktober 1786; † 22. September 1851) am 28. Juli 1833 den Witwer.

### Militärlaufbahn
Blumröder besuchte das Gymnasium in Arnstadt und begann in Jena, auf Wunsch seines Vaters, Theologie zu studieren. Er beendete das Studium jedoch nicht, sondern wurde 1798 in großer Verehrung für Friedrich den Großen Bombardier mit Aussicht auf Beförderung in das 1. Artillerieregiment (Berlin). Er studierte in Berlin weiter, aber jetzt im Fach Mathematik. Zwischen 1801 und 1803 war er Vizefeuerwerker. Anschließend unterrichtete er Mathematik für die Offiziere des Kürassierregiments in Kyritz. Zwischen 1803 und 1806 war er Leutnant eines Artillerieregiments in Magdeburg.
Während des Krieges 1806 nahm er an der Verteidigung von Magdeburg und der hannoverischen Festung Hameln gegen die französischen Truppen teil, wurde kriegsgefangen und wie alle Offiziere auf Ehrenwort entlassen.
Beim Bemühen, seinen Unterhalt zu verdienen, kam Blumröder in Kontakt mit dem Pädagogen Salzmann, der ihm vorschlug, als Lehrer in seine Schule einzutreten. Dort war er ab August 1807 tätig, zog aber im Lauf des ersten Jahres zunehmend Kritik auf sich. Zum 1. August 1808 wechselte er nach Sondershausen; dort brauchte der Regierungschef Adolf von Weise „einen Hauslehrer für seine beiden jüngsten Söhne, die bereits Officiere“ und „schon erwachsen waren“. In der Familie Weise wurde er mit großer Zuneigung wie ein Familienmitglied behandelt. Durch Weises Vermittlung erwarb er auch das Wohlwollen des Fürsten Günther Friedrich Carl, der – inzwischen dem Rheinbund beigetreten – ihm das Kommando über eine neu zu errichtende Kompanie anbieten ließ.
1809 trat er als Hauptmann und Kompaniechef, später auch Bataillonskommandant unter dem Bataillonschef Erbprinz Karl Günther, in das Schwarzburg-Sondershausensche Kontingent ein. Zwischen 1810 und 1814 war er Major des 2. Bataillons des 6. Rheinbundregiments. Auf französischer Seite war er auf verschiedenen Kriegsschauplätzen (u. a. Einmarsch in Wien) eingesetzt. Er diente in Tirol, Spanien, Deutschland und Russland. 1812 war er an der Verteidigung von Danzig gegen russische Truppen beteiligt. 1812/13 befand sich Blumröder in russischer Kriegsgefangenschaft.
Nach der Schlacht von Leipzig wurde er 1814 freigelassen und, später auch als Oberstleutnant, Kommandeur des Linien-Infanterie Bataillon Schwarzburg im 3. Deutschen Armeekorps. Er machte die Befreiungskriege 1814/1815 nunmehr auf Seiten der Alliierten mit und nahm an verschiedenen Belagerungen (von Bouillon, Mezieres und Monmedy) teil. Ende November 1815 fand der Kriegsdienst sein Ende.

### Prinzenerzieher, Landrat, Abgeordneter

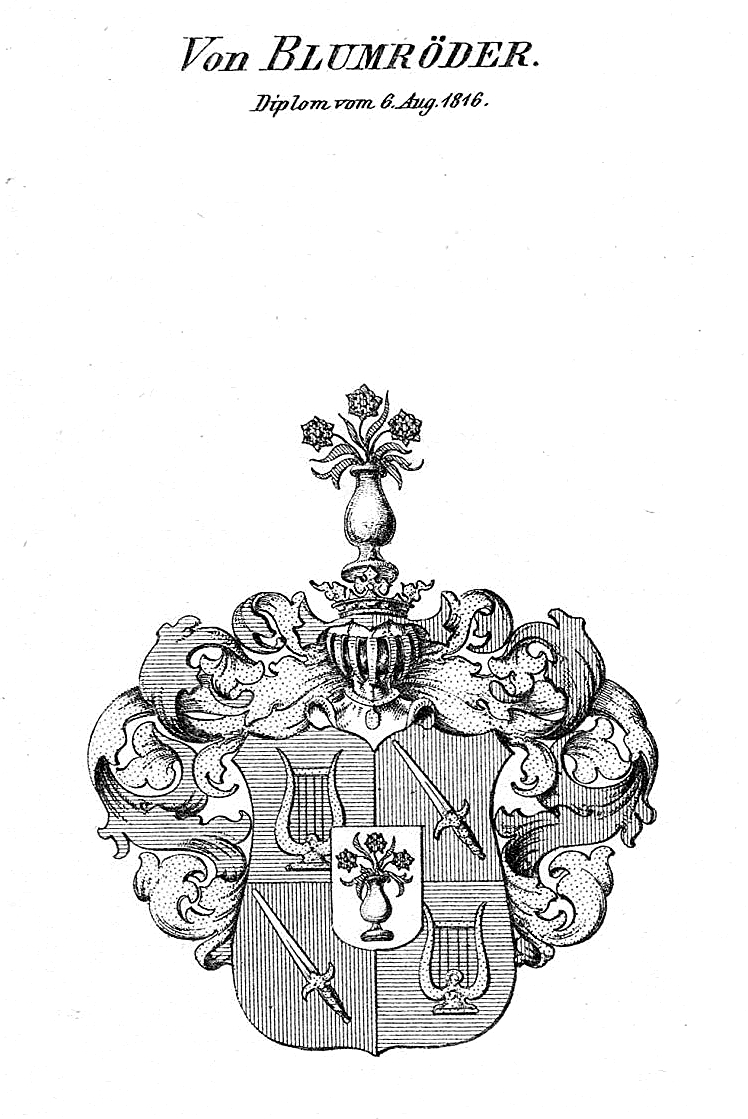
1816 zum Adelsstand verliehenes Wappen

Im März 1816 kehrte die Fürstin Caroline von Schwarzburg-Sondershausen (* 21. Januar 1774 in Rudolstadt; † 11. Januar 1854 in Arnstadt) mit ihren Kindern, der Prinzessin Emilie Friederike Caroline (* 23. April 1800) und dem Erbprinzen Günther Friedrich Carl (* 24. September 1801), nach Schwarzburg-Sondershausen zurück und bezog das Neue Palais in Arnstadt. Sie hatten ab 1806 am Hof ihrer Herkunftsfamilie in Rudolstadt gelebt. In dieser Situation wurde Blumröder mit dem „Posten eines Hofmeisters oder Gouverneurs“  bei dem 14-jährigen Erbprinzen betraut; deshalb wurde er am 6. August in den erblichen Adelsstand erhoben. Er kam dieser Aufgabe – zunächst in Arnstadt, dann in Sondershausen – bis Ende 1820 nach.
1822 wurde Blumröder zum Landrat in Sondershausen ernannt. Dort hatte er sich u. a. um die Conscription (Musterung und Rekrutierung) nach einem neuen Gesetz vom 16. Februar 1822 und um die 1823 neuorganisierte Landwehr zu kümmern. Insgesamt fühlte er sich durch seine Pflichten nicht sehr beansprucht.
Ab 1823 erteilte er im Sondershäuser Lyzeum (ab 1829: Gymnasium) wöchentlich etwa 3 Stunden Mathematik in den Oberklassen; erst nach 15 Jahren stellte er diese Nebentätigkeit ein.
Die Revolutionszeit von 1848 bewegte Blumröder beträchtlich. Er versuchte auf seine Mitbürger Einfluss zu nehmen, indem er sich mehrfach in der Ortszeitung, dem Fürstlich Schwarzb. Regierungs- und Intelligenz-Blatt, zu Wort meldete. Als am 28. April 1848 die Wahl eines Volksvertreters für Schwarzburg-Sondershausen zur konstituierenden deutschen Nationalversammlung durchgeführt wurde, fiel die Mehrzahl der Wahlmännerstimmen auf Blumröder, der die Wahl zögernd, aber mit Hoffnungen und Wünschen für den geplanten Neubau des Deutschen Reichs annahm. Im Parlament schloss er sich der Fraktion Westendhall an. Die Sitzungen der Nationalversammlung glichen ihm jedoch eher „einer Versammlung von Krähen und Elstern, als einem Verein ernster Patrioten“. Obendrein hinderte ihn seine Schwerhörigkeit daran, an Debatten teilzunehmen; deshalb trat er bereits Ende August von dem Abgeordnetenamt zurück. Für seine Wählerschaft verband er die Mitteilung des Rückzugs mit einer differenzierten Darlegung seiner Sicht.
1849 beantragte Blumröder seine Entlassung aus dem Dienst als Landrat. Sie wurde ihm jedoch erst zum 10. Mai 1850 genehmigt, nach seiner Vermutung, weil erst ein neues „Gesetz über den Civil-Staatsdienst“ mit einer ungünstigen Besoldungsregelung in Kraft treten sollte.

### Schaffen
Er veröffentlichte – auch unter den Pseudonymen „Theophilus Phosphorus“ und „Peter Michel Goldmann“ – eine große Zahl von Schriften, darunter unterhaltsame Werke (Gedichte, Romane usw.), betrachtende Arbeiten zu Staat, Religion und Gesellschaft, und auch Informierendes wie das Porträt des Fürsten „aus offiziellen Quellen“ von 1827.
Blumröder war ein aktiver Freimaurer. Er trat im Juni 1811 in die Loge „Zur gekrönten Unschuld“ in Nordhausen ein (zusammen mit seinem späteren Schwager Carl von Weise); ab Anfang 1843 unterstützte er Friedrich von Sydow bei der Betreibung eines „Maurer-Clubbs“ in Sondershausen. Die Grundideen der Freimaurerei waren für ihn nicht verschieden von dem Christentum, das er in vielen Schriften beschrieben und verteidigt hat:
„Was die Menschen in der großen offnen Loge der christlichen Kirche noch nicht, oder nur selten und theilweise sind, das sollen die Brüder Freimauerer in ihren kleinen Logen sein: rechtliche Bürger, gewissenhafte Staatsdiener, getreue Väter, liebende Freunde u. s. w. mit einem Worte, gute Menschen; und wenn sie dies zu sein sich bestreben, sind sie auch gute Christen.“

## Schriften (Auswahl)
- Gedichte. Erstes Bändchen. Christian Langbein, Arnstadt 1812.[24] (Digitalisat)
- Etwas über den jetzigen Zustand Wetzels. In: Zeitung für die elegante Welt 1812, Nr. 35 Spalte 276–279, Nr. 54 Spalte 425–429 und Nr. 55 Spalte 433–435.[25]
- Irene, nebst einigen Bausteinen zum Tempel dieser schönen Göttin, gebrochen in den Ruinen der nächsten Vergangenheit. Ein Gedicht in drei Gesängen. Voigt, Sondershausen 1816.
- Der verhüllte Bote aus der Heimath, oder das unsichtbare Gängelband. Eine biographische Skizze. 1. Band, 2. Band. Voigt, Sondershausen 1822.
- Die Spukgeister in der Kirche und im Staate, nach ihrem gegenwärtigen Wesen und Treiben beleuchtet von Theophilus Phosphorus. Voigt, Ilmenau 1823. (Digitalisat)
- Gott, Natur und Freiheit in Bezug auf die sittliche Gesetzgebung der Vernunft. Ein Beitrag zur festern Begründung der Sittenlehre als Wissenschaft und der Sittlichkeit als Lebenskunst. Klein, Leipzig 1827. (Digitalisat)
- Günther Friedrich Carl, Fürst von Schwarzburg-Sondershausen. In: Deutscher Regenten-Almanach auf das Jahr 1828. Dritter Jahrgang. Voigt, Ilmenau o. J. S. 198–276.[26]
- Über die verschiedenen Formen, in welchen der Pantheismus in neueren Zeiten aufgetreten ist. 1832.
- Johann Karl Wezel. Fragmente über sein Leben und seinen Wahnsinn. In: Zeitgenossen. Ein biographisches Magazin für die Geschichte unserer Zeit. Dritte Reihe. Vierter Band, Nr. 27/28, 1833, S. 141–172.
- Die Kunst reich zu werden. Ein gar nützliches Noth- und Hülfsbüchlein für arme Schlucker, welche sich in den Abrahamsschooß der irdischen Seligkeit zu setzen wünschen; von Peter Michel Goldmann. Voigt, Weimar/Ilmenau 1834.
- Steht jede öffentliche, vom Regenten unabhängige, Gewalt im Staate mit der nothwendigen Einheit der höchsten Gewalt im Widerspruche; oder muß diese höchste Gewalt in einer Monarchie nothwendig eine unbeschränkte seyn? In: Jahrbücher der Geschichte und Staatskunst 1836 Erster Band, S. 227–248.
- Versuch einer Abwägung der verschiedenen Vortheile und Nachtheile des Fabrik- und Maschinenwesens. In: Jahrbücher der Geschichte und Politik Jahrgang 10, Band 1, 1837, S. 193–225.
- Was ist von einer Rechtslehre und Politik zu halten, die wissenschaftlich oder practisch von der Moral losgerissen ist? In: Jahrbücher der Geschichte und Politik Jahrgang 10, Band 2, 1837, S. 481–502.
- Der Selbstmord, psychologisch erklärt und moralisch gewürdigt, […] theils nach dem Französischen, theils eigenthümlich bearbeitet. Erster Theil: Unterhaltungen über den Selbstmord von Guillon. Voigt, Weimar 1837. Zweiter Theil: Beispiele von merkwürdigen Selbstmördern. ebenda.
- Die Religion nach ihrer Idee und geschichtlichen Erscheinung, in einer Uebersicht der vorzüglichsten Religionen, besonders des Christenthums und der christlichen Kirche nach ihren verschiedenen Erscheinungsformen. Ein Handbuch für Gebildete, zur Orientirung über die wichtigste Angelegenheit der Menschheit. Eupel, Sondershausen 1839.[27]
- Warum ist Johannes der Täufer der Schutzpatron des Freimauerer-Ordens. In: Asträa, Taschenbuch für Freimaurer auf das Jahr 1840 und 1841. Neunter Jahrgang, 1840. S. 44–50.
- Rudolph Friedrich Ludloff. In: Neuer Nekrolog der Deutschen 17. Jg., 1839. Weimar 1841, S. 1084–1089.[26]
- Zerstreute Gedanken über das Moment der Stärke im Volks- und Staatsleben. In: Neue Jahrbücher der Geschichte und Politik 1842, Erster Band S. 97–123.
- Beleuchtung einiger Vorwürfe, welche dem Freimauererorden auch noch in neuester Zeit gemacht werden. In: Asträa, Taschenbuch für Freimaurer auf das Jahr 1842 und 1843. Zehnter Jahrgang, 1842, S. 106–118.
- Die maurerische Trias, Weisheit, Schönheit, Stärke, in Bezug auf das allgemeine Menschenleben. In: Asträa, Taschenbuch für Freimaurer auf das Jahr 1842 und 1843. Zehnter Jahrgang, 1842, S. 143–153.
- Ueber den Begriff des Unendlichen in der Mathematik und die dadurch veranlaßte Unbegreiflichkeit mancher Lehren dieser Wissenschaft, mit besonderer Beziehung auf den Infinitesimal-Calcül. In: Jahresbericht über die sämmtlichen Schulen der Residenzstadt Sondershausen. 1842.
- Teutschlands Vergangenheit, Gegenwart und Zukunft. Blätter der Erinnerung, veranlaßt durch den tausendjährigen Bestand des teutschen Reichs im Jahre 1843, gewidmet allen patriotischen Freunden des Lichtes und des gesetzlichen Fortschrittes. Eupel, Sondershausen [1843].[28]
- Vorträge des Br. von Blumröder im Bruder-Klubb zu Sondershausen. In: Asträa, Taschenbuch für Freimaurer auf das Jahr 1844 und 1845. Eilfter Jahrgang, 1844, S. 79–91.
- Der lebendigmachende Geist der christlichen Religion in 95 Sätzen; oder unumstösslicher Beweis, daß das Wesen der Religion nicht in der gewöhnlichen […] Abgötterei bestehe. Eupel, Sondershausen 1845. (Digitalisat)
- Luther im Gegensatze zu den jetzigen reformscheuen Eiferern, die sich seine frommen Verehrer nennen. In: Luther’s dreihundertjährige Todesfeier. Gedenkbuch für protestirende Christen. Mauke, Jena 1846, S. 21–47.
- Literarische Plänkler auf dem Felde der Philosophie, Politik, Religion, Kirche und des socialen Lebens. Kollmann, Leipzig 1847. (Digitalisat)
- Mephistopheles im Hof-Frack und in der Blouse. Eine Reihe skizzirter Schilderungen aus dem socialen und politischen Leben der Gegenwart. Kollmann, Leipzig 1847. (Digitalisat)
- Erziehung oder Dressur. In: Allgemeiner Anzeiger und Nationalzeitung der Deutschen vom 14. August 1847, Spalte 2785–2794.
- Gymnasien oder Realschulen. In: Allgemeiner Anzeiger und Nationalzeitung der Deutschen vom 15. September 1847, Spalte 3185–3193.
- Zerstreute Gedanken über den Unterschied zwischen Herrschen und Regieren, starker und schwacher Regierung. Erster Artikel und Zweiter Artikel. In: Neue Jahrbücher der Geschichte und Politik 1847, Erster Band S. 515–527 und Zweiter Band S. 111–126.
- Was ist von dem in diesen Tagen so ernstlich auftretenden Bestreben zu halten, den Rationalismus oder den vernünftigen Geist aus der protestantischen Kirche zu treiben? In: Allgemeiner Anzeiger und Nationalzeitung der Deutschen vom 9. Februar 1848, Spalte 485–491.
- Blicke in den Zeitspiegel der Gegenwart; und: Flüchtige Gedanken über die neueste Französische Revolution. In: Allgemeiner Anzeiger und Nationalzeitung der Deutschen 11. und 13. März 1848 Spalte 885–891 und 909–915.
- Gutes Wort in böser Zeit. In: Fürstlich Schwarzb. Regierungs- und Intelligenz-Blatt vom 1. April 1848, S. 117–120.
- Was in diesen Tagen vorzüglich noth thut. Ein Wort zur Beherzigung an alle patriotische Deutsche. In: Allgemeiner Anzeiger und Nationalzeitung der Deutschen vom 11. April 1848, Spalte 1317–1325.
- Ein mahnendes Wort zur Beherzigung der bösen Folgen von Anarchie und Gesetzlosigkeit. In: Fürstlich Schwarzb. Regierungs- und Intelligenz-Blatt vom 6. Mai 1848, S. 174–176.
- An meine lieben Mitbürger. In: Fürstlich Schwarzb. Regierungs- und Intelligenz-Blatt vom 26. August 1848, S. 348–351.
- Das angebliche Recht der Revolution. In: Fürstlich Schwarzb. Regierungs- und Intelligenz-Blatt vom 28. Oktober 1848, S. 469.
- Werden die Feinde der deutschen Einheit den Sieg davon tragen? In: Privilegirtes Arnstädtisches Regierungs- und Intelligenz-Blatt 1849, Beilage zu Nr. 11 und 12.
- Das Verhältniß der Revolution zur Religion. Blätter der Warnung und Belehrung für diejenigen, welche in der Revolutionszeit ihren Gott verloren haben, oder in Gefahr sind, ihn zu verlieren. Eupel, Sondershausen 1849. (Digitalisat)
- Was ist von dem gutachtlichen Rathe zu halten, welcher von der Gothaer Versammlung ehemaliger Reichstagsabgeordneten ausgesprochen worden ist? In: Reichsanzeiger der Deutschen vom 23. Juli 1849, Spalte 1425–1429.
- Die preußische Botschaft und die Pairie. In: Reichsanzeiger der Deutschen vom 13. Februar 1850, Spalte 301–304.
- Karl Friedrich Wilhelm von Weise. In: Neuer Nekrolog der Deutschen. 29. Jg., 1851. Weimar 1853, S. 198–201.[26]
- Meine Erlebnisse im Krieg und Frieden, in der großen Welt und in der kleinen Welt meines Gemüths. Eupel, Sondershausen 1857. (Digitalisat)
- Lebenserfahrungen und Lebensanschauungen im Lichte der Vernunft, in Beziehung auf die wichtigsten Anliegen unseres inneren und äußeren Lebens in den verschiedenen Gesellschaftskreisen, denen wir eingefügt sind. Erster und Zweiter Theil. Kollmann, Leipzig 1858. (1. Theil, 1858; 2. Theil, billige Volks-Ausgabe 1860)
- Ansprache an das deutsche Volk und insbesondere an die patriotischen Volksfreunde, denen die Würde und Ehre ihres Vaterlandes am Herzen liegt. Leipzig 1859. (Digitalisat)
- Was hat Deutschland in der gegenwärtigen Situation zu hoffen oder zu fürchten? eine Ergänzung meiner „Ansprache an das deutsche Volk“ und Mahnung zur Vorkehr gegen künftige Gefahren. Leipzig 1859. (Digitalisat)

### Fehlzuschreibung
Diese anonyme Schrift wird von einigen Bibliothekskatalogen fälschlich Blumröder zugeschrieben:
- Die Trennung der Schule von der Kirche. Sendschreiben an Deutschlands protestantische Volksschullehrer, insonderheit Landvolksschullehrer, von Einem, welcher der Kirche und der Schule gleich nahe steht. Eupel, Sondershausen 1849.[31]

## Nachweise
1. ↑  Nachruf und Todesanzeige sowie Standesamtsangabe in Der Deutsche. Sondershäuser Zeitung 1860 Nr. 72, S. 600 und 606, bzw. Nr. 75.
2. ↑  Bei Blumröders Tod hielt Ludloff die Trauerrede für seinen Onkel (Der Deutsche 1860 Nr. 73).
3. ↑  Todesangabe in Regierungs- und Intelligenz-Blatt vom 27. Mai 1832, S. 182.
4. ↑  Todesanzeige und Standesamtsangabe in Der Deutsche 1866 Nr. 74 und 75 (mit Geburtsdatum abweichend vom GGT). Vgl. Geschichte der Familie Ludolf-Ludloff S. 107.
5. ↑  Trauerdank und Kirchenangabe in Fürstlich Schwarzb. Regierungs- und Intelligenz-Blatt vom 27. September und 25. Oktober 1851, S. 280 und 317.
6. ↑  Heiratsangabe in Regierungs- und Intelligenz-Blatt vom 25. August 1833, S. 278 (im GGT falsch angegeben).
7. ↑  Abitur 1797: Verzeichnis der Abiturienten S. 12.
8. ↑  eingeschrieben am 11. Mai 1797 (Matrikel der Universität Jena 1764‒1801, S. 145r).
9. ↑  Blumröder in Meine Erlebnisse usw. 1857, S. 37 und 38. Weises jüngste Söhne Günther (* 1797) und Thilo (* 1794) kommen offenbar nicht in Frage; es muss sich um Adolf (* 1784) und Ferdinand (* 1788) handeln.
10. ↑  Vgl. Nachrichten aus Schnepfenthal. Für Aeltern und Freunde der dasigen Zöglinge. Jg. 1808, 16. Stück, S. 62f.
11. ↑  Geschichte des 5. Thüringischen Infanterie-Regiments Nr. 94 (Großherzog von Sachsen), von E. v. Heyne. Weimar 1869, Anlage 32.
12. ↑  Zu den Rheinbundkämpfen und den Befreiungskriegen (und Blumröders Funktionen darin) vgl. Geschichte des 7. Thüringischen Infanterie-Regiments 96. Erster Theil: Vorgeschichte, von v. Döring. Berlin 1890. Digitalisat.
13. ↑  Blumröder, Meine Erlebnisse usw. 1857, S. 100; auch Günther Friedrich Carl 1828, S. 250.
14. ↑  Vgl. Günther Friedrich Carl 1828, S. 260–262.
15. ↑  Günther Lutze: Zur Schulgeschichte der Stadt Sondershausen. Beilage zum Jahresbericht des Fürstl. Gymnasiums und der Fürstl. Realschule zu Sondershausen für die Zeit von Ostern 1904 bis Ostern 1905. Progr. Nr. 864. Sondershausen 1905. S. 20 und 22.
16. ↑  in allgemeiner gleicher indirekter Wahl gemäß Verordnung Nr. 571.
17. ↑  Wahlergebnis in Fürstlich Schwarzb. Regierungs- und Intelligenz-Blatt vom 6. Mai 1848, Beilage.
18. ↑  Er gab seiner Meinung im Parlamentsalbum Ausdruck, zitiert bei Niebour: Die Vertreter Thüringens in der Frankfurter Nationalversammlung, in Zeitschrift des Vereins für Thüringische Geschichte und Altertumskunde, N.F. 20. Band, 1911, S. 401–418. (hier: S. 412f.)
19. ↑  Meine Erlebnisse usw. S. 102. Für ihn rückte sein Stellvertreter August Hirschberg nach.
20. ↑  Verordnung Nr. 15, § 37. Allerdings gehörte er laut Lengemann (S. 12) ab 1822 zu den höchstbezahlten Beamten des Fürstentums.
21. ↑  Der Verleger Voigt versuchte 1848, sich von einigen älteren Beständen zu befreien (Allgemeiner Anzeiger und Nationalzeitung der Deutschen vom 26. Februar 1848, Spalte 715f.).
22. ↑  Verlagsanzeige in Arnstädtisches Regierungs- und Intelligenz-Blatt vom 25. August 1827, S. 154.
23. ↑  Warum ist Johannes der Täufer usw. 1840, S. 49.
24. ↑  Verlagsankündigung in Arnstädtische wöchentliche Anzeigen und Nachrichten vom 11. Januar 1812, S. 9.
25. ↑  Anonym erschienen; Blumröders Autorenschaft geht aus einem kurzen Briefwechsel mit Wieland von Anfang 1811 hervor, über den C. Schüddekopf berichtet (Klassische Findlinge, in Freundesgaben für Carl August Hugo Burkhardt zum siebenzigsten Geburtstag. Weimar 1900. S. 89–119; hier: 106–108).
26. 1 2 3  Der Artikel ist nicht namentlich gezeichnet; Blumröder ist bei den Mitarbeitern des Jahrgangs angegeben.
27. ↑  Verlagsanzeige in Fürstlich Schwarzb. Regierungs- und Intelligenz-Blatt vom 29. Juni 1839, S. 206f.
28. ↑  Verlagsanzeige in Fürstlich Schwarzb. Regierungs- und Intelligenz-Blatt vom 12. August 1843, S. 260.
29. ↑  TU Darmstadt, Sign. U 2018; Hochschule Rhein-Main, Sign. 60 Bk 528.
30. ↑  Verlagsanzeige in Fürstlich Schwarzb. Regierungs- und Intelligenz-Blatt vom 17. Februar 1849, S. 82.
31. ↑  Vgl. Fürstlich Schwarzb. Regierungs- und Intelligenz-Blatt vom 4. April 1849, S. 162–164.

| Personendaten    | Personendaten                                                                  |
| ---------------- | ------------------------------------------------------------------------------ |
| NAME             | Blumröder, August                                                              |
| ALTERNATIVNAMEN  | Blumröder, Johann August Friedrich (vollständiger Name); Blumröder, August von |
| KURZBESCHREIBUNG | deutscher Offizier, Publizist und Abgeordneter                                 |
| GEBURTSDATUM     | 3. August 1776                                                                 |
| GEBURTSORT       | Gehren                                                                         |
| STERBEDATUM      | 14. Juni 1860                                                                  |
| STERBEORT        | Sondershausen                                                                  |